# 木本哲
木本 哲（きもと さとし、1956年2月26日 - ）は、日本の登山家、クライマー、山岳ガイド。

## 概要
1956年2月26日、大分県竹田市生まれ。
1976年、埼玉谷峰山岳会に入会。主に夏場に沢登りを中心に活動する。1979年、山学同志会に入会し、国内外のクライミングや高峰登山で活躍。1980年9月、日英岩登り交流会でイギリスを訪れ、イギリスのクライミング事情を知る。
1985年10月30日、植村直己物語撮影隊としてエベレスト登頂。下山中、自力下山が不能になったカメラマンを救出に向かい重度の凍傷を負い、全両足指を切断する。
1986年、キリマンジャロ南西壁登攀後、急性高山病になったツアー登山者に遭遇。小屋備え付けの緊急用酸素ボンベが空だったため、荷物運搬用の一輪車に乗せて標高差2000mの山小屋まで搬送した。
1990年9月9日、トランゴネイムレスタワー(6,286m)に登頂した南裏健康は、頂上からパラグライダーで飛び立ったが、直後に風向きが変わり墜落。頂上から約90mの地点でパラグライダーが岩角に引っ掛かり宙吊りとなった。パキスタン陸軍がヘリコプターでの救出が向かい本人を確認したが、6,000mを超す高度かつ急峻な岩場のため、ヘリコプターでの救出は不可能と判断された。グレートトランゴタワーの登攀を終えていた木本哲、保科雅則の2人が、9月13日に地上から約2,000mの垂直の岩壁を登って救出に向かい、9月15日救出に成功、9月18日無事3人共下山、大救出劇となった。
1991年10月16日、未踏峰ナムチャバルワ(7,782m)登山中、隊員である木本哲、大西宏が雪崩に巻き込まれた。木本哲は自力生還を果たしたが、大西宏は死亡した。
1999年、2000年、ENSA（フランス国立スキー登山学校）にて学び、フランス高山ガイド同等資格取得。
多くの山岳番組にも携わっており、山岳カメラマンとしても活躍している。
日本山岳ガイド協会上級登攀ガイド、フランス国家資格認定アルパインガイド、木本クライミングスクール主宰、環境省自然公園指導員、NPO法人かながわ山岳ガイド協会所属、山岳同志会所属。

## 経歴
- 1956年2月26日 - 大分県竹田市に生まれる。
- 1976年 - 埼玉谷峰山岳会に入会。主に夏場に沢登りを中心に活動。
- 1979年 - 山学同志会に入会し、国内外のクライミングや高峰登山に参加。
- 1980年9月 - 英国登山評議会(BMC)が主宰する日英岩登り交流会の参加メンバーに選抜され渡英。(高橋善数,戸田直樹,檜谷清,西村晶,古川靖彦,木本哲)[1]
- 1984年11月23日 - サルト・アンヘル（エンジェルフォール）[左壁](未踏ルート/ベネズエラ)初登攀。(木本哲,小林春好,倉岡裕之)。この登攀はテレビ東京「驚異･失われた世界」で放送された。
- 1985年 - マッキンリー[南壁]（6,194ｍ/アメリカ）登攀。
- 1985年10月30日 - エベレスト[東南稜](8,848m/ネパール)登頂。下山中、自力下山が不能になったカメラマンを救出に向かい重度の凍傷を負う。（植村直己物語撮影隊:(八木原圀明,阿久津悦夫,木本哲,名塚秀二,三枝照雄,佐藤光由))
- 1986年 - ケニア山[ダイヤモンドクーロワール](5,199m/ケニア)登攀。
- 1990年8月16日 - グレート・トランゴ・タワー[東壁]（未踏ルート/6,286ｍ/パキスタン)初登攀。頂上まで80mの地点で日没のため撤退。(木本哲,保科雅則,笹倉孝昭,小坂昌弘)
- 1990年9月15日 - トランゴ・ネイムレス・タワー[南西壁](6,257m/パキスタン)登頂。(木本哲,保科雅則)。9月9日に登頂し直後に頂上付近で遭難した南裏健康を救出するための登攀であった。
- 1991年11月22日 - ナムチャバルワ(未踏峰/7,782m/チベット)7,460mにて撤退。(ナムチェバルワ合同登山隊1991:山本篤,木本哲,高見和成)。途中ナイプン峰(7,043m)には登頂(山本篤,木本哲,高見和成,重廣恒夫,廣瀬学)。10月16日、木本哲,大西宏が雪崩に巻き込まれ、木本哲は自力生還を果たしたが大西宏は死亡。[2]この登山はNHKスペシャル「未踏峰ナムチャバルワ」で放送された。
- 1992年9月20日 - チョ・オユー(8,201m/チベット)無酸素登頂。(八橋秀規,柳原武彦,木本哲,馬場博行,金沢健,谷口守,塚本茂登,佐藤由紀,近藤和美,鈴木孝雄,林本章)[3]
- 1998年10月31日 - チャンラ峰西峰(6,150m/ネパール)登頂。
- 1999年 - ENSA(フランス国立スキー登山学校)ガイド研修。
- 2000年 - ENSA(フランス国立スキー登山学校)ガイド研修。フランス高山ガイド同等資格取得。
- 2003年6月 - ウォーカー・シタデル[南東壁](1,350m/カナダ)登攀。残り300m地点でタイムリミットのため完登できず。この登攀はNHKスペシャル「極北の大岩壁」として放送された。
- 2004年9月3日 - パチュムハム(未踏峰/6,529m/チベット)初登頂。(西チベット学術登山隊2004:大西保,木本哲,千田敦司,大阪康広,嶋田昌弘,青井貴俊,橋尾歌子)[4]
- 2004年9月20日 - ギャンゾンカン[南東壁](未踏峰/6,123m/チベット)初登攀。(西チベット学術登山隊2004:千田敦司,大阪康広,嶋田昌弘,木本哲,橋尾歌子,青井貴俊)[4]
- 2007年8月16日 - オルカ(未踏峰/グリーンランドミルネ島)初登攀。(山野井泰史,山野井妙子,木本哲)

## TV出演等
- 1984年 テレビ東京 『驚異・失われた世界／エンジェルフォール左壁初登攀』
- 1992年1月12日 NHK 『NHKスペシャル』「未踏峰ナムチャバルワ」
- 1998年1月4日 NHK 『NHKスペシャル』「富士山頂」
- 1999年1月29日 NHK 『NHKスペシャル』「シェルパ～極限の世界に生きる＝チャンラ南西峰初登頂」
- 2003年8月24日 NHK 『NHKスペシャル』「極北の大岩壁」
- 2006年8月21日-24日 NHK BS 『日本の名峰』
- 2008年1月7日 NHK 『NHKスペシャル』「白夜の大岩壁」

## 著書
- 木本哲著『再起の山』(1988/12/11)
- 木本哲著『氷雪テクニック』(1997/12,山と渓谷社) ISBN 978-4635041898
- 木本哲著『クライマー魂』(2013/6/14,東京新聞出版局) ISBN 978-4808309749
- 永田秀樹編『山の遭難 生きた、還った セルフレスキューの秘訣』(2005/2,東京新聞出版局) ISBN 978-4808308223
- 日本山岳会関西支部『チャンタンの蒼い空 西チベット学術登山隊2004全記録』(2005,日本山岳会関西支部)

## 関連書籍
- NHK取材班著『白夜の大岩壁に挑む クライマー山野井夫妻』(2008/1,日本放送出版協会) ISBN 978-4140812716
- 金田正樹著『感謝されない医者』(2007/2/1,山と渓谷社) ISBN 978-4635140072